# سام دیکسون
سام دیکسون (انگلیسی: Sam Dickson؛ زادهٔ ۲۸ اکتبر ۱۹۸۹) بازیکن راگبی ۷ نفره اهل نیوزیلند است.
وی در مسابقات کشوری و بین‌المللی در مجموع برندهٔ ۱ مدال طلا، ۱ مدال نقره شده‌است.